# Strelac (Słowenia)
Strelac – wieś w Słowenii, w gminie Šmarješke Toplice. W 2018 roku liczyła 42 mieszkańców.